# Mariana Briski
Mariana Marcela Briski (Córdoba, 14 settembre 1965 – Buenos Aires, 14 agosto 2014) è stata un'attrice argentina.

## Filmografia parziale

### Cinema
- Comodines, regia di Jorge Nisco e Daniel Barone (1997)
- El favor, regia di Pablo Sofovich (2004)
- No sos vos, soy yo, regia di Juan Taratuto (2004)
- El viento, regia di Eduardo Mignogna (2005)
- Motivos para no enamorarse, regia di Mariano Mucci (2008)
- El dedo, regia di Sergio Teubal (2011)

### Televisione
- De la cabeza - serie TV, 19 episodi (1992)
- Cha cha cha - serie TV, 22 episodi (1993)
- Primicias - serie TV, 37 episodi (2000)
- Poné a Francella - serie TV, 39 episodi (2001)
- Maru a la tarde - serie TV, 289 episodi (2001-2002)
- Los secretos de papá - serie TV, 151 episodi (2004)
- Chiquititas sin fin - serie TV, 68 episodi (2006)